# 28 giorni
28 giorni (28 Days) è un film del 2000 diretto da Betty Thomas e scritto da Susannah Grant.
Il film affronta il tema della tossicodipendenza e dell'alcolismo ed ha come protagonista Sandra Bullock che, reduce da successi soprattutto in commedie, qui interpreta un ruolo pienamente drammatico.

## Trama
La giovane reporter Gwen Cummings ed il fidanzato Jasper conducono una vita di eccessi a base di alcol e sostanze stupefacenti. Questa attitudine di Gwen culmina il giorno del matrimonio di sua sorella Lily, quando in preda ai fumi dell'alcol non soltanto rovina l'intero ricevimento, ma provoca un incidente e distrugge la limousine noleggiata per l'occasione. Durante il processo che ne consegue Gwen viene condannata a passare ventotto giorni presso un centro di riabilitazione. Gwen è particolarmente riluttante nell'accettare l'idea, e rifiuta tutti i trattamenti a cui dovrebbe sottoporsi in clinica, rifiutando di ammettere di essere una alcolista.
Dopo aver conosciuto alcuni degli altri ospiti della clinica, Gwen gradualmente inizia a riesaminare la propria vita, realizzando finalmente di avere un problema serio. Gli altri pazienti della clinica infatti si dimostreranno particolarmente disponibili nei confronti della giovane, che stringerà amicizia con Andrea, una diciassettenne tossicodipendente ed autolesionista. Il percorso di guarigione di Gwen si dimostrerà più complicato del previsto, anche per via delle complicazioni sorte con il fidanzato Jasper che non vuole abbandonare il suo stile di vita.

## Produzione
Sandra Bullock trascorse qualche tempo in una clinica di riabilitazione per prepararsi per il suo ruolo in questo film. Durante le riprese a New York, Sandra Bullock ha soggiornato nell'appartamento di Dennis Hopper.
Sandra Bullock beveva un caffè triplo prima di ogni scena in cui il suo personaggio era molto nervoso.

### Colonna sonora
Il cantautore Loudon Wainwright III, che interpreta uno dei pazienti del centro, ha contribuito con quattro brani alla colonna sonora.

## Accoglienza

### Incassi
Nella sua prima settimana, 28 giorni è stato proiettato in 2523 cinema; ha incassato 10,310,672 dollari ed è stato il secondo film più visto della settimana negli Stati Uniti dietro soltanto a Regole d'onore, che era alla sua seconda settimana consecutiva in vetta alla classifica dei film più visti. Alla fine il film ha incassato circa 37,035,515 dollari negli Stati Uniti e 62,198,945 in tutto il mondo.

## Riconoscimenti
- 2000 - Premio Bambi
  - Miglior attrice protagonista internazionale a Sandra Bullock